# Menesia walshae
Menesia walshae es una especie de escarabajo longicornio del género Menesia, categorizada en la tribu Saperdini, de la subfamilia Lamiinae. Fue descrita por Breuning en 1960.

## Descripción
Mide 8 mm de longitud.

## Distribución
Se distribuye por Indonesia.